# Monochaetum gleasonianum
Monochaetum gleasonianum är en tvåhjärtbladig växtart som beskrevs av John Julius Wurdack. Monochaetum gleasonianum ingår i släktet Monochaetum och familjen Melastomataceae. Inga underarter finns listade i Catalogue of Life.